# Объединённые силы обороны Дарфура
Объединенные силы защиты Дарфура – это бывшие оборонительные силы, которые были созданы во время осады Эль-Фашира с целью поддержания мира в регионе. В них входят: СОД, «Движение за справедливость и равенство», «Суданский альянс» и «Собрание сил освобождения Судана». В настоящее время их возглавляет губернатор региона Дарфур Минни Миннави.
Объединенные силы подверглись критике за недостаточное обеспечение безопасности мирных жителей по всему Дарфуру. В частности, их обвиняли в том, что они своевременно не реагировали в ситуациях, при которых имели место насилие в отношении гражданского населения и даже убийства.

## История
8 мая 2023 года Минни Минави приказал Объединенным силам вывести войска из северного Омдурмана и переместиться в Северный Дарфур после того, как им не удалось добиться мира между армией и Силами быстрого реагирования.
23 мая 2023 года СБР устроили засаду на колонну Объединенных сил в Западном Дарфуре, убив четырех военнослужащих в результате столкновения.